# Dioctyladipat
Dioctyladipat ist eine chemische Verbindung aus der Gruppe der Carbonsäureester, genauer der Adipinsäureester.

## Gewinnung und Darstellung
Dioctyladipat kann durch Veresterung von Adipinsäure mit 1-Octanol gewonnen werden.

## Eigenschaften
Dioctyladipat ist eine farblose bis gelbliche Flüssigkeit, die sehr schwer löslich in Wasser ist.

## Verwendung
Dioctyladipat wird als Weichmacher (zum Beispiel für PVC, Cellulosenitrat oder Ethylcellulose) verwendet.